# Baralacha La
Baralacha La, Bara-lacha la, Barlachala ou passo de Bara Lacha é um passo de montanha no distrito de Lahaul e Spiti, estado do Himachal Pradexe, noroeste da Índia. Situa-se a 4 890 metros de altitude, na cordilheira de Zanskar, a qual faz parte dos Himalaias ocidentais. Por ali passa a estrada Manali–Leh, no troço entre Darcha (46 km a oeste-sudoeste e Sarchu (31 km a nordeste).
No passo é um cruzavam-se várias rotas comerciais antigas, que ligavam Spiti, Zanskar, Lahaul e o Ladaque. O Suraj Tal ("lago do deus-sol") situa-se imediatamente abaixo do passo, a leste deste, do lado direito da estrada Manali–Leh quando se vai para Leh. É nesse lago que nasce o rio Bhaga (comprimento: 80 km). Do outro lado do passo nasce o Chandra (comprimento: 150 km). Esses rios confluem em Tandi, formando o chamado rio Chandrabhaga, que assume o nome de rio Chenab quando entra no estado de Jamu e Caxemira, após percorrer em direção a noroeste o vale de Pangi, paralelo à cordilheira de Pir Panjal. O passo situa-se também na divisória de águas entre aqueles rios e o rio Yunan (que juntamente com o Sarchu e o Lingti formam um afluente do Tsarap que desagua a sudoeste de Sarchu). O Chandra Tal ("lago da Lua"), a 4 300 metros de altitude e a sudeste do passo, é acessível por uma rota de caminhada com 30 km a partir de Baralacha La.

## Folclore e literatura
Há uma lenda que conta que dois amantes, Chandra, filha da Lua, e Bhaga, filho do Sol, decidiram subir a Baralacha La para realizarem o seu casamento eterno. De lá, correram em direções contrárias. Sendo ativo e inteligente, Chandra achou facilmente o seu caminho e chegou rapidamente a Tandi. Bhaga seguiu um caminho mais curto, mas chegou depois, pois teve que atravessar com grandes dificuldades as gargantas estreitas até Tandi. O casamento celestial realizou-se em Tandi.
Baralacha La é mencionado (com o nome Baralachi) no romance Kim de Rudyard Kipling como o local onde o protagonista Kim entrou na Índia vindo do Tibete com o lama de quem se tinha tornado discípulo.